# دیل، پمبروک‌شر
دیل (به انگلیسی: Dale) یک منطقهٔ مسکونی در بریتانیا است که در پمبروکشر واقع شده‌است. دیل ۲۲۵ نفر جمعیت دارد.